# Digitaria leucostachya
Digitaria leucostachya là một loài thực vật có hoa trong họ Hòa thảo. Loài này được (Domin) Henrard mô tả khoa học đầu tiên năm 1950.